# Fragum grasi
Fragum grasi is een tweekleppigensoort uit de familie van de Cardiidae. De wetenschappelijke naam van de soort is voor het eerst geldig gepubliceerd in 2009 door Ter Poorten.